# Oak Grove (Carolina del Norte)
Oak Grove es un área no incorporada ubicada del condado de Durham en el estado estadounidense de Carolina del Norte.